# Гарсия, Симон (колумбийский футболист)
Симо́н Гарси́я Вальехо (исп. Simón García Valero; род. 11 января 2005, Ибаге) — колумбийский футболист, защитник клуба «Атлетико Насьональ».

## Клубная карьера
Гарсия — воспитанник клуба «Атлетико Насьональ». 9 ноября 2023 года в матче против «Депортес Толима» он дебютировал в Кубке Мустанга.

## Международная карьера
В 2025 году в составе молодёжной сборной Колумбии Гарсия принял участие в молодёжном чемпионате Южной Америки в Венесуэле. На турнире он сыграл в матчах против команд Парагвая, Эквадора, Боливии, а также дважды Бразилии и Аргентины.